# Скамейка (мультфильм)
«Скамейка» — советский рисованный мультипликационный фильм, поставленный режиссёром Львом Атамановым.
Начальные титры:

Несколько комических и трагических историй, увиденных и зарисованных датским художником ХЕРЛУФОМ БИДСТРУПОМ, оживлённых и перенесённых на экран художниками киностудии «СОЮЗМУЛЬТФИЛЬМ».

## Создатели
| сценарий                  | Херлуфа Бидструпа |
| при участии               | Льва Атаманова |
| режиссёр                  | Лев Атаманов |
| художники-постановщики    | Розалия Зельма, Борис Корнеев |
| оператор                  | Михаил Друян |
| композитор                | Никита Богословский |
| звукооператор             | Георгий Мартынюк |
| редактор                  | Александр Тимофеевский |
| монтажёр                  | Лидия Кякшт |
| ассистент режиссёра       | Лидия Никитина |
| художники-мультипликаторы | Анатолий Петров, Виктор Лихачёв, Виолетта Колесникова, Юрий Бутырин, Владимир Балашов, Татьяна Казанцева, София Митрофанова, Наталья Таннер, Эраст Меладзе, Г. Грачёва, Н. Миндовская |

## Оценки
Сергей Асенин, отмечая вдумчивость художника Херлуфа Бидструпа, который «тонко сочетает трогательное и смешное, гнев и ярость сатиры и мягкий юмор» в ряде комических рисунков, отдаёт должное режиссёру Льву Атаманову, превратившему эти рисунки «в драматургически цельный и глубокий по мысли мультфильм, показывающий, что мультипликация способна быть наблюдателем социально зорким и художественно действенным не только в плане гротесково-гиперболических образов-символов, но и тогда, когда это размышления художника-карикатуриста с пером в руках».

## Награды
- 1969 — II МКФ мультфильмов в Мамайе (Румыния), Специальная премия жюри[1].
- 1969 — XI МКФ документальных и короткометражных фильмов в Венеции (Италия), приз.
- 1970 — III МКФ фильмов по искусству в Бергамо (Италия), приз[2].